# Rue Jacques Jansen
Pour les articles homonymes, voir Jacques et Jansen.
La rue Jacques Jansen (en néerlandais : Jacques Jansenstraat) est une rue bruxelloise de la commune de Schaerbeek qui va de l'avenue Chazal à la rue Auguste Lambiotte en passant par la grande rue au Bois et qui se prolonge par la rue Émile Wittmann. Précédemment cette artère s'appelait ancien chemin de Louvain.
La rue porte le nom du conseiller communal (1885-1890) schaerbeekois Jacobus Jansen (1830-?).

## Place Jansen
L'espace triangulaire formé par les rues Jansen, Chazal et grande rue au Bois, est surnommé place Jansen.
Réaménagée lors de la première moitié de 2014, la placette a été agrémentée de 6 savonniers et de bancs publics conçus par l'artiste designer Lucile Soufflet.
Le tronçon de la rue Jansen qui borde la place est aménagée en zone semi-piétonne, les voitures ne peuvent y circuler qu'à du 20 km/h. L'inauguration officielle de la place a eu lieu le 12 juin 2014 en présence du Collège des Bourgmestre et Échevins.

## Adresses notables
- no 32 : Ruttiens F., médecine générale
- no 51 : Centre de Théotérapie Intégrale (Centi), communauté chrétienne